# .ag
.ag — в Інтернеті, національний домен верхнього рівня (ccTLD) для Антигуа і Барбуди.

## Домени 2-го та 3-го рівнів
В цьому національному домені нараховується близько 7,700,000 вебсторінок (станом серпень 2021 року).
У наш час використовуються та приймають реєстрації доменів 3-го рівня наступні доменні суфікси (відповідно, існують такі домени 2-го рівня):
| Суфікс  | Регламентовані користувачі                                            |
| ------- | --------------------------------------------------------------------- |
| .com.ag | Комерційні установи, корпорації                                       |
| .or.ag  | Неприбуткові, неурядові організації                                   |
| .gov.ag | Державні та урядові установи                                          |
| .org.ag | Неприбуткові, неурядові організації                                   |
| .edu.ag | Наукові та дослідницькі установи, коледжі, університети або інститути |